# 牡丹江铁路管理局
牡丹江铁路局在中华人民共和国成立前后各建立过一次。

## 日满时期
1936年10月1日，成立满洲国国铁牡丹江铁道局。机关内设处、处辖股；直属各段、区，下辖分段、分区、驻在所。

## 中长铁路第四分局
1945年8月，苏联红军出兵东北，接管了满洲铁路，改称中国长春铁路。在牡丹江设中国长春铁路管理局第四分局。1946年5月，苏联红军全部撤回本国，中长四分局撤销。中国共产党领导的綏寧省人民政府派张维国担任局长，北满铁路管理局派唐楠屏担任军事代表，接管了中长铁路牡丹江第四分局。

## 第一次建局
1945年，八路军东北挺进纵队第一支队司令员万毅派遣孙鲁光接管梅河口铁道管理部。1946年1月21日，在梅河口成立东满铁路管理局，局长兼党委书记郭洪涛，副局长孙鲁光，政治部主任王群（原延安荣军学校校长,兼任东满护路军政治部主任），运输处长耿异豸（耿一凡），工务处长李泮明，工程处长武可久，副处长丁磊，经理处长赵品三，副处长石林，电务处长赖萍，秘书长刘英才，秘书科长王维恭，党委组织部长宁友玉，科长范辉，工会主任孙光，通化办事处李泮明，敦化办事处蔡明远，图们办事处康礼（金玉成）。东满护路军司令万毅兼，政委郭洪涛兼，副司令何德全，护路军司令部办公室主任王群。管辖范围包括吉林、图们、牡丹江、四平、长春、沈阳和鸭绿江边的通化、辑安、临江。路局机关设在梅河口车站的七八间平房里。白天当办公室，晚上做宿舍。国民党军队进攻沈阳，东北局和东北民主联军总后勤部撤到梅河口。总后勤部长叶季壮、副部长贺诚、政委杨至成都住到铁路局合署办公。因为铁路全部是军运，经商定，东满铁路局划归总后勤部领导。原有的好机车都让苏联红军以“战利品”的名义开走了，剩下的全是“死机车”。发动机务段的工人群众想办法，提建议，千方百计搞“死机车”复活。梅河口机务段老工人陈志久技术好，他奋勇当先，东拼西凑零配件，修好了一台。这是东满铁路局组建后的第一台机车，以后又陆续修好了几台。还先后派张铁铮(水电部顾问)、于磊两人同旧吉林局联系，姓袁局长愿合作并送来几台机车，这样才有八、九台堪用机车。赖萍负责器材和燃料的供给，通过各种办法从抚顺煤矿和沈阳搞到一些东西。1946年3月1日，设梅河口铁路分局与通化铁路分局。梅河口铁路分局管辖平梅铁路与沈吉铁路前甸站至西阳站之间，共495km，32个车站，分局长韩风超（梅河口铁路监理所主任）在四平保卫战军运最紧张繁忙时一直坚守岗位，坚持现场指挥，共产党通过韩做工作团结了一批满洲国旧铁路职员。1946年4月苏军撤出长春市和吉林市，东满局随即开始接收长春、吉林市的满洲国铁路系统。路局机关一分为三：郭洪涛带领机关部分人员运输处长甄陶，财务处副处长朱成烈，秘书处副处长王维恭，长春分局副局长张铁铮，长春站长韩力平，护路大队长唐恒等随东北民主联军总后勤部进驻长春；孙鲁光带领部分人员接管吉林铁路；耿异豸主持梅河口留守处搞军运。路局军事代表周恒回忆，四平保卫战时共发出二千至三千节车皮，共200多列车，平均每天要发出十几列车。国军飞机轰炸梅河口车站，满载弹药的车厢接连爆炸，延续17天，炸毁300多节车厢，房屋夷为平地，全站只剩下孤零零的水塔。5月19日，四平附近车站的军代表报告四平方向炮声停止，经侦察共军已撤出四平。东北局立即决定铁路的同志，连夜随同东北局、总后勤部北撤到哈尔滨；东满分局撤到吉林；西满干部和物资撤回西满。郭洪涛在长春站现场指挥整夜，发出18趟列车。5月20日凌晨6时，郭洪涛留下张铁铮等接应掩护撤退的部队乘轨道车撤出后才登上装甲列车离开到哈尔滨。原北安铁路管理局迁到哈尔滨，与东满铁路管理局合起来叫北满铁路管理局，机关设在中长铁路办公楼。
1946年5月，苏联红军全部撤回本国，中长铁路局四分局撤销，中国共产党接管了中长铁路牡丹江第四分局，绥宁省政府派张维国担任牡丹江分局局长，北满铁路管理局派唐楠屏担任分局军事代表。1946年5月23日，东满铁路管理局在梅河口留守的部分迁至吉林市，并以吉林铁路管理局名义。1946年5月27日，国民党军占领吉林市，吉林铁路局迁至图们，由副局长孙鲁光领导。
1946年7月东北局决定成立东北铁路总局，对东北解放区铁路集中统一领导。东北局决定陈云兼任总局长兼政委，李富春、陈正人兼副政委。不久东北局又决定吕正操任总局长，原东满、北满、西满路局的郭洪涛和陈大凡、马钧任副总局长，政治部主任李明哲，护路司令苏进，副司令何德全、王光文。总局领导分工由郭洪涛协助吕正操主持全面工作，马钧管运输。总局撤销北满铁路管理局，在哈尔滨成立了拉滨铁路局，图们的东满铁路局改为办事处。总局下设：经理部(部长廖诗权)、运输部(部长周侠平、副部长甄陶)、材料部(部长赖萍)、厂务部(部长叶林)、工电部(部长武可久)、总务部(部长钱应麟)。为整顿混乱的运输秩序，总局决定由护路部队组建军事法庭，惩处破坏铁路秩序的行为。因为时间短来不及制定完整的规章，采取拿来主义，组织人员把满洲国铁路半文半白的条条结合实际情况改写成通俗的条文，虽然粗糙，但是开始有章可循。
1946年9月，东北铁路总局决定新建牡丹江铁路管理局。1946年10月1日图们办事处迁至牡丹江改称牡丹江铁路管理局。局长陈大凡兼，政委郭洪涛兼，副局长孙鲁光、蘇梅。工电处长于磊，运输处长甄陶，副处长牛渚，材料处长石林，运输处副处长兼机务处长耿异豸，经理处长孟子厚，公安处长姜文阁，总务处长孙佩臣、副处长董歧，工会主席孙光，党委组织部长范辉。撤销林口铁路分局，下设有林口、佳木斯、鸡西、绥芬河、鹿道和图们6个铁路地区办事处。管辖西至一面坡，北至佳木斯，南至图们、敦化、蛟河。1946年10月28日郭洪涛、陈大凡与赴南满的陈云、萧劲光同车从哈尔滨出发赴任。郭洪涛到牡丹江不久，根据东北局的指示，随刘亚楼、朱瑞志到绥芬河同苏联谈判贸易，乘苏联1946年战后大饥荒，用苏方急需的小麦、大豆换取苏方的棉花、布匹和其他急需物资，保证解放区军民必需品的供应。会谈双方达成了协议。牡丹江地区匪情严峻、铁路有国民党外围组织，伺机进行破坏，尤其是电气信号破坏得更为严重，直接影响进出车站的列车。为顺利开展外贸运输，路局着重组织骨干队伍清理内部的敌人，由工会主席孙光、党委组织部长范辉等深入发动群众，摸底调查，通过思想工作，提高工人群众觉悟，发现了一个有500多人叫“电友会”的国民党的地下外围组织，为首的是电务段段长和电务科科长。送牡丹江省公安局局长严佑民处理。到1947年春完成对苏贸易运输一百万吨的出口粮食和相应的进口物资。至1948年5月，修复运用机车230台，满足了需求。
1948年9月1日，东北铁路总局决定撤销牡局，成立吉林铁路管理局，郭洪涛兼局长，副局长孙鲁光、严子涛，工程处长于磊，财务处长朱成烈，运输处长耿异豸，人事处长蔡明远，总务处长董歧，政治部主任孙光，组织部长吴冶山，工会主任范辉等。将牡局所辖线路分别划归哈尔滨和吉林铁路管理局。局界设在牡图线海浪、温春间233公里处。哈局在牡丹江设立铁路分局。刘英才任分局长兼党组书记。后胡景祥任书记。
1950年5月1日，中苏合办的中国长春铁路管理局在哈尔滨成立。撤销原哈尔滨铁路局和各分局称号。牡丹江铁路分局改为中国长春铁路牡丹江三分局，中方胡景祥首任分局长，苏方马洛格尔斯基任副局长，满一年后双方轮流担任正副职。1950年5月1日，林口铁路分局成立，隶属齐齐哈尔铁路管理局。
1952年12月31日，中长铁路管理期满。中长铁路牡丹江三分局改称为牡丹江铁路分局，李参任分局长，王中和任书记，后王学武任书记。牡丹江铁路分局隶属新成立的哈尔滨铁路管理局。

## 第二次建局
1958年1月1日，铁道部决定成立牡丹江铁路管理局，管辖范围是原属哈局的牡丹江铁路分局、林口铁路分局，以及佳木斯铁路分局勃利—东佳木斯段的线路。营业里程1195．9公里，年货物2124．61万吨，年客运1500多万人。
1958年10月改名为牡丹江铁路局。
1962年，局机关设有23个处室，并先后在林口、鸡西、绥芬河、牡丹江和横道河子等地区设立铁路办事处。局长张学珂，党委书记栗占华。
1963年4月1日，牡丹江铁路管理局撤销，改称牡丹江铁路分局并隶属哈局，分局长李西夫，后由孙锡录接任。